# Cornelia Sideri
Cornelia Sideri (29 dicembre 1938 – 11 novembre 2017) è stata una canoista rumena.

## Palmarès

### Olimpiadi
- 1 medaglia:
  - 1 bronzo (Tokyo 1964 nel K-2 500 m)